# ヴィルヘルム・ビヤークネス
ヴィルヘルム・フリマン・コレン・ビヤークネス（ノルウェー語: Vilhelm Friman Koren Bjerknes, 1862年3月14日 – 1951年4月9日）は、ノルウェーの気象学者、海洋学者。流体力学の分野で優れた研究業績がある。最初から気象学を志していたわけではなく、研究者人生としての前半は物理学者として過ごした。
父のカール・ビヤークネス（Carl Anton Bjerknes）は数学、流体力学を研究した。若い時代に、ドイツの有名な数学者ディリクレ（Peter Gustav Dirichlet）の下で流体力学を学んだ。カールは、クリスチャニア（現在のオスロ）のフレデリク王立大学（後のオスロ大学）の応用数学、後に純粋数学の教授となったが、流体力学とマクスウェルの電磁場理論とを対応づける研究を始めた 。

## 若い時代
1862年3月14日に父カールの長男としてクリスチャニアで生まれた。1888年にクリスチャニア大学に入学して数学と物理学を学んだが、学生時代から父の研究を手伝うようになった。ヴィルヘルムはドイツの物理学者ハインリヒ・ヘルツ（Heinrich Hertz）の研究が父の説にとって重要と考え、ボン大学でヘルツの弟子となった。1890年からヘルツの下で電磁波の研究を行い、伝導体に関する定数を決定する方法を考案して国際的な注目を集めた。しかし、カールが自分の研究への支援に関する懸念を示したため、ヴィルヘルムは電磁波に関する研究をあきらめ、父と同じ流体力学の理論研究に専念することにした。1893年～1907年ストックホルム大学の数学、力学教授。1895年にホグスコラ（ノルウェーの高等教育機関）の力学と数理物理の教授に任命された。

## ビヤークネスの循環定理
ヴィルヘルムは流体力学と電磁気学の類似性を研究するために、両者の様々な現象を比較した。2つの回路に模して流体内に置かれた2つのシリンダーの回転を調べた際に流体間の引力と反発力が流体と周囲流体との間の境界層内で発生する新たな渦によって起こることを発見した。これはそれまでの渦度保存ではなく、渦度が時間とともに変化することを意味していた。1897年にそこから循環が時間とともに変化する条件を示す簡潔な理論式を導き、これが「『ビヤークネスの循環定理』 - コトバンク」となった。また、等圧面と等密度面が交差することによって囲まれた管を電磁気学に倣って「ソレノイド」と名づけた。これは循環の向きや強さと関係した。

## 気象学への転向
ヴィルヘルムが循環定理を発表したとき、力学以外にはほとんど関心がなかった。しかし1898年にストックホルムの物理学会で講演した際に、少しでも自身の定理の有用性を示すため、地球物理学の研究者たちが興味を持っているような大気現象や海洋現象への自身の循環定理の適用を提案した。また、地球物理学の研究者たちにビヤークネスの循環定理の有用性を理解させるために、1898年に「流体力学の基本的定理と特に大気と世界の海洋へのその応用（Über einen hydrodynamischen Fundamentalsatz und seine Anwendung besonders auf die Mechanik der Atmosphäre und des Weltmeeres）」と題した本を発表した。
当時は総観規模の大気運動の解析は地上天気図（気圧分布）を使った定性的かつ主観的なものが主だった。ヴィルヘルムは、研究生のサンドストレーム（Johan Sandström）とともに凧などを使って上空のソレノイドの計算を行った。1900年にサンドストレームは、高層大気の3次元断面図から、十分な数のソレノイドがあれば数時間で観測されたような強風が発生することを計算で示した 。これらの結果から、自身の定理が大気運動を力学を使って説明する手段となることを確信した。
流体力学と電磁気学とを統合する物理理論の構築に向けた研究を熱心に進めていた。ところが、1900年前後からX線、原子核、電子の存在がはっきりし、ヴィルヘルムの電磁気現象を流体力学的に考えることは疑問視されるようになった。当時の物理学界からはマクスウェルを信奉する19世紀物理学の古典論者と見なされるようになった。また、一時はヴィルヘルム自身がノーベル賞の選考委員に選ばれる検討もなされていたが、結局選考委員には選ばれなかった。一方で彼は気象学においては素早い反応を実感していた。行き詰まった状況を打開するために、1905年には気象学への道を選ばざるを得なくなった。

## 気象予測の科学化
ヴィルヘルムは師であるヘルツの「将来の出来事の予測が重要である」という考え方に影響を受けていた。1901年頃から自身の構想の一部として、大気の状態の時間変化を自身の循環定理を使って計算することを考え始めていた。当時の気象予測は、個人の主観に基づく天気図の経験的解釈に頼っていた。気象予測を個人の経験ではなく、物理学方程式を用いた科学化によって客観化することを意図した。1904年に「力学と物理学の問題としての気象予測」という論文の中で、流体力学に基づいて気象予測のための「大気の厳密な物理学」を確立するという長期的な目標となる理念を発表した。その中で彼は次のように述べている。
気象予測のための手段として、流体力学と熱力学を適用した予測方程式群を示した。これが今日の気象予測のためのプリミティブ方程式の原型となった。ビヤークネスの循環定理は、変数と物理学法則間の関係を補助的に計算するために使われた。
1905年12月、アメリカのニューヨークにあるコロンビア大学に招聘されて講演を行った。この講演を聞いたアメリカ気象局の気象学者クリーブランド・アッベはヴィルヘルムにアメリカ気象局での講演を要望した。その際に狭い気象局ではなくカーネギー研究所の広い部屋で「力学と物理学の問題としての気象予測」という題で講演してもらうことにした。この講演の聴衆の中にカーネギー研究所の理事長で数理物理学者だったウッドワード（Robert Woodward）がいた。ヴィルヘルムの手法に感銘したウッドワードは、その研究の実現のために彼をカーネギー協会の研究提携者にして、1906年から助手を雇用するための助成金を援助することを約束した。1906年～1946年アメリカ合衆国のカーネギー研究所所員を兼任。カーネギー協会による支援は1941年まで続き、それによって多くの気象学研究者を育てることができた。この中から次に挙げるような世界的に有名な気象学者が続々と輩出することとなった 。
- サンドストレーム（Johan Wilhelm Sandström）：スウェーデン気象サービス長官
- ヘッセルベルク（ドイツ語版）（Theodor Hesselberg）：ノルウェー気象研究所所長、国際気象委員会（IMC）事務局長
- スベルドラップ（Harald Sverdrup）：ヴィルヘルムの後のベルゲン大学気象学教授、カリフォルニアのスクリプス海洋研究所所長、ノルウェー極地研究所所長、オスロ大学教授
- ヤコブ・ビヤークネス（Jacob Bjerknes）：ヴィルヘルム・ビヤークネスの息子で、スベルドラップの後のベルゲン大学気象学教授と後のカリフォルニア大学UCLA校気象学教授
- ゾルベルク（英語版）（Halvor Solberg）：オスロ大学気象学教授
- ベルシェロン（Tor Bergeron）：ウプサラ大学気象学教授
- ロスビー（Carl-Gustaf Rossby）：シカゴ大学とストックホルム大学の気象学教授
- ゴッドスク（英語版）（Carl Godske）：ベルゲン大学気象学教授

1907年～1912年オスロ大学教授。1907年、フレデリク王立大学の教授となった。そこでヴィルヘルムとサンドストレームは、気象の基本方程式を使って大気の状態を把握するために、天気図上での風の幾何学的な表現を研究した。これより、風の瞬間的な流線と等風速線を用いて、大気の二次元の運動場を図として表現できるようになった。また作成された図を解析することにより、風が収束または発散している地域が視覚的にわかるようになった。これらの成果は近代的な天気図解析法の基礎として、1910年から11年にかけて「気象と海洋の力学（Dynamic Meteorology and Hydrography）」という本の第１巻「静力学」と第2巻「運動学」にまとめられ、カーネギー協会の援助によってアメリカで出版された。また、気象観測結果を物理学的に扱えるように、気圧の観測単位を水銀柱の高さmmHgから圧力を表すmbar（ミリバール）に変更することや高度にジオポテンシャルハイトを導入することを初めて提案した。

## ライプチヒ学派の設立
1913年～1917年ライプツィヒ大学教授兼地球物理研究所初代所長。1903年のライト兄弟による飛行機の発明以降、飛行機とそのための航空学が飛躍的に進歩しつつあった。当時ドイツでは航空の進歩を自国の発展の機会と捉えていた。ツェッペリン飛行船の基地があったライプチヒは飛行船の世界の中心地となり、ライプチヒ大学に気象の問題を研究する地球物理学研究所が設立されることになった。ヴィルヘルムはそこの所長に招聘された。ヴィルヘルムにとって、その研究所で高層大気の気象データと自らの手法を駆使して物理学を使った気象予測について研究し、また自らの方針に沿った学生を育てることは気象予測の科学化を発展させていくのに願ってもない好機だった。1913年1月8日、ライプチヒ大学地球物理学研究所の所長に就任した際の演説で、物理学を使った気象予測について次のように述べている。
ライプチヒ大学地球物理学研究所でのヴィルヘルムは、風の流線などを幾何学的に取り扱う視覚的な解析による天気予報を研究した。しかし、地上付近の風は地形によって複雑に変わるため、それは容易ではなかった。そのため、だんだん上層の大気へと関心を移した。ライプチヒ大学地球物理学研究所からは定期的に上層の天気図が発行された。この天気図は後にルイス・フライ・リチャードソンによる手計算による数値予報の初期値の算出に用いられた。1916年にヘッセルベルクとスベルドラップがそれぞれの都合でライプチッヒを離れる代わりに、息子の気象学者であるヤコブ・ビヤークネスと同じノルウェー出身のゾルベルクが助手として研究に加わった。ライプチヒ大学地球物理学研究所で気象研究に携わった研究者たちは、後に気象学のライプチヒ学派と呼ばれるようになった。

## ノルウェーの危機への対応とベルゲン学派の設立
ノルウェーではベルゲンにベルゲン大学地球物理学研究所を作ることになり、そこの教授に招請された。第一次世界大戦でドイツでの研究環境は悪化し、多くの弟子が徴兵されてしまった。1917年に息子のヤコブとゾルベルクの二人の助手を伴って母国ノルウェーへ戻る決心をした。ところが帰国してみると、ノルウェーは戦争で中立だったにもかかわらず食糧は配給制になるなど母国は危機に瀕していた。また風上にあるイギリスの気象情報が軍事機密となり、農業や漁業などの基幹産業のための気象情報は大きな制約を受けていた。1918年に入るとノルウェーは食糧不足によって遠からず飢饉に見舞われることが予想された。気象予測の改善による産業への支援は緊急の課題となっていた。
ヴィルヘルムは自身の研究を「将来の実現を見据えた気象予測の科学化」から、「直ちに使える気象予測の技術開発」へと転換させることで、直ちに母国を救う決断をした。イギリスからの北海周辺の気象情報を補って農業などへの予測精度を確保するためには、国内の観測地点数の大幅な増加が不可欠だった。海軍の沿岸監視哨の支援を得て、それまで西ノルウェーに3つしかなかった電報による観測地点は、6月末には60か所になった。
夏季の農繁期の予報に備えて、実験的な予報はその前から始まっていた。ベルゲン大学地球物理学研究所は、アカデミックな科学の府から毎日の天気予報を行う予報センターへと変貌した。それまで気象観測地点は100 km以上離れていることが多く、気象観測の頻度も多くて1時間に1回程度であったが、それでは総観規模より細かな構造を持った気象を体系的に捉えることは困難だった。しかし、約10～20 km毎という細かな密度で気象観測地点を配置した。それとともに観測方法も変えた。それまで定時に測定器の値を読んで記録するだけだった観測に目視による雲の観測を加えた。当時高層気象観測は気球に付けた測定器を回収しなければならず、即時の観測は不可能だったが、地上から上空の雲の様子を継続的に観察することによって上層大気の状態を推測しようとした。これはその後、気象観測所が高台や見晴らしの良い場所に置かれる始まりとなった。
このときベルゲン大学地球物理学研究所でヴィルヘルムの下で研究と予報を行ったのが、当時新進気鋭の若者であったヤコブ・ビヤークネス、ゾルベルク、ベルシェロンであり、後にビョクルダル、ロスビー、パルメン、ペターセンらが加わった。このこれまでにない密な気象観測網と目視による高層気象観測による結果を、物理学の素養を持った若者たちが解析したことから、低気圧の発達・消滅、前線、寒帯前線論、気団論など全く新しい気象学が生まれた。彼らは気象学のベルゲン学派（ノルウェー学派）と呼ばれている。

## その後
1926年～1932年オスロ大学教授。気象予測に対するヴィルヘルムの信念は、ほとんど何もない荒野の独力での開拓から始まって、気象予測のための進むべき方向を定め、その進むべき方向は弟子たちを啓発して彼らに引き継がれてかつ広がって行った。彼は気象予測の科学化というレールを敷き、それは20世紀後半に数値予報という形で開花した。また、その過程で有能な若い科学者を大勢見つけ出して育成した素晴らしい能力については、いくら強調しても強調し過ぎることはない。ヴィルヘルムが敷いたレールはベルゲン学派から派生したシカゴ学派などの人々に引き継がれていった。1923年から5回にわたってノーベル物理学賞の候補に挙げられたが、結局はノーベル賞の受賞には至らなかった。しかしながら、その貢献は1932年にイギリス気象学会からサイモンズ・ゴールドメダルの受賞という形で認められた。